# 挪威廣播公司第一台
挪威廣播公司第一台（挪威語：NRK1）是挪威廣播公司一條於1960年開播的電視頻道，為該國規模最大以及最具歷史的電視頻道。這條頻道原稱「挪威廣播公司」（NRK），後來因應挪威廣播公司第二台在1996年開播而更改為現時名稱。挪威廣播公司第一台除了播放本地製作以及與北歐國家共同製作的節目外，也會播放大量購自美國、英國和澳洲的英語節目，並於2010年開播高清電視訊號。